# Hydroptila lyaios
Hydroptila lyaios is een schietmot uit de familie Hydroptilidae. De soort komt voor in het Oriëntaals gebied.